# Yamamoto Azusa
Yamamoto Azusa (山本 梓 Yamamoto Azusa, Sơn Bản Tử) là một thần tượng áo tắm, diễn viên Nhật Bản. Cô từng tham gia cuộc thi "Japan Bishojo Contest", và có cơ hội rất lớn để đoạt giải nhưng không thành công.
 
Azusa từng đoạt danh hiệu hoa hậu áo tắm của Nhật Bản. Ngoài ra, cô có thể nói thạo 2 ngoại ngữ: tiếng Anh và tiếng Hàn.

## Phim ảnh
- GoGo Sentai Boukenger vs Super Sentai - (2007).... Furabijo
- "Tokusou Sentai Dekaranger" (2004).... Sinh viên
- Bakuryuu sentai Abaranger vs Hurricanger (2004) (V).... Furabijo
- Ninpuu sentai Hurricanger vs Gaoranger (2003) (V).... Furabijo
- "Ninpuu Sentai Hurricaneger" (2002) phim truyền hình.... Furabijo